# Isaac Moumé Etia
Pour les articles homonymes, voir Moumé Etia.
Isaac Moumé Etia, né le 8 août 1889 à Ewodi dans le Nkam (Cameroun allemand) et mort le 22 octobre 1939, à Bonatéki, Deïdo , Douala, est un écrivain, interprète, poète, essayiste, fabuliste, linguiste et haut fonctionnaire camerounais.
Il est le premier écrivain camerounais d'expression française,,,,, le premier  poète camerounais,, le premier haut fonctionnaire camerounais, le premier Africain dans l’Empire colonial français à avoir remplacé un administrateur des Colonies à la direction d'une subdivision administrative, et le premier camerounais à recevoir les Palmes académiques françaises (Officier d'académie) en 1936,.
Isaac Moumé Etia parlait et écrivait le français, l’allemand, l’anglais, l’espagnol et des langues camerounaises telles que le douala (sa langue maternelle), le bassa, le boulu, le fang, l'ewondo, le nufi et le bamoun.
Écrivain-interprète principal chargé des affaires indigènes sous l’Administration allemande, anglaise puis française, il écrit pour la première fois en langue française en 1920. Ses écrits sont diffusés dès 1922, dans la Gazette du Cameroun, à la rubrique « Littérature et Traditions orales », et édités à partir de 1927. En 1920, en Afrique noire, il y a quelques publications en langues locales,arabe, allemande ou anglaise, mais pas en français.
Le jour de ses obsèques, le 22 octobre 1939, une journée de deuil est décrétée à Douala par l'Administration française,.

## Biographie

### Origines et jeunesse (1889 - 1905)
La famille Moumé Etia est une famille aristocrate et protestante, issue de la noblesse de Douala et de l’élite intellectuelle du Cameroun,.
Isaac Moumé Etia est né le 8 août 1889 à 19h00 à Ewodi, dans le Nkam, où sa maman se trouvait en voyage. Mais son acte de naissance est enregistré à Deïdo-Douala, lieu de résidence de ses parents. Il est mort le 22 octobre 1939, à son domicile de Bonatéki, Deïdo à Douala.

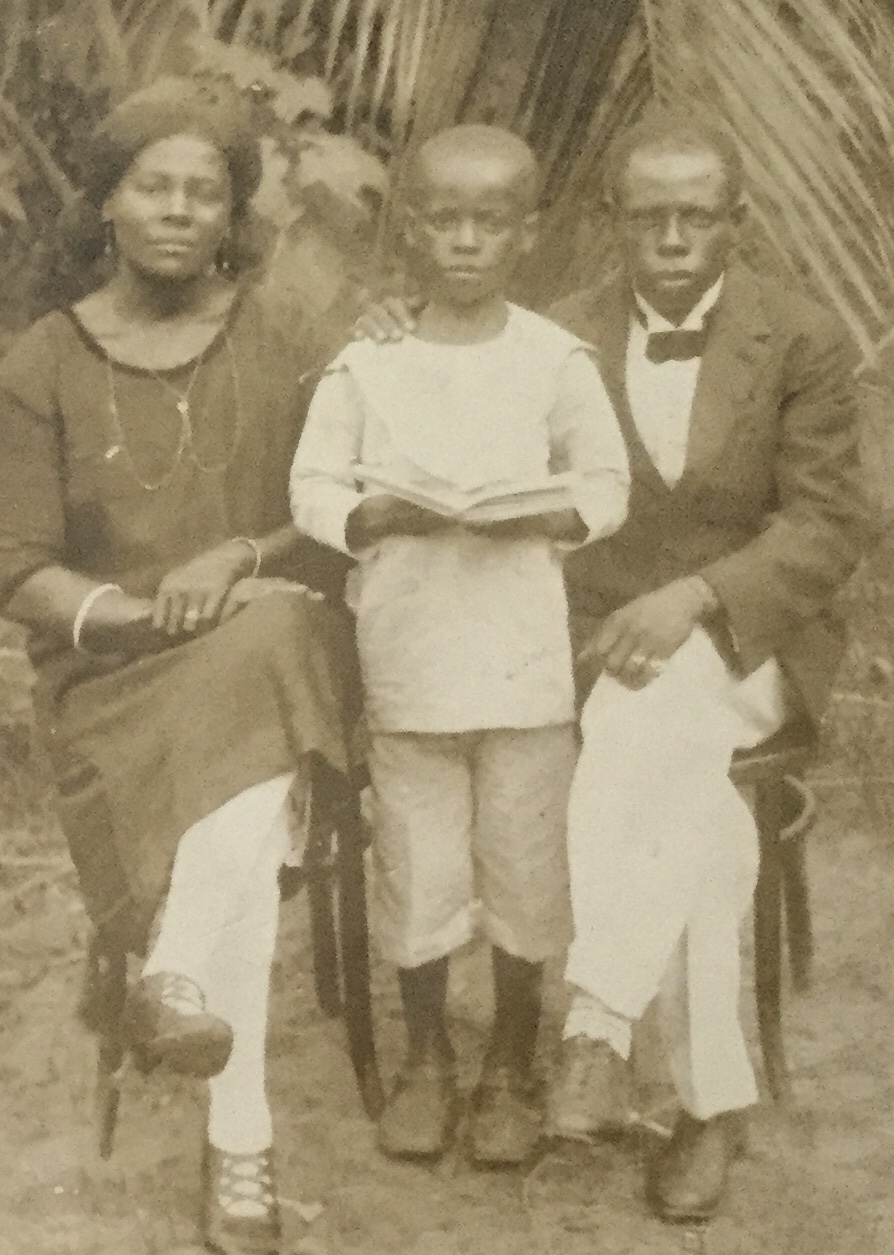
Isaac Moumé Etia, son épouse la Princesse Christine et leur fils cadet, Abel Moumé Etia en 1927.

Isaac Moumé Etia est le fils d’Abraham Etia Tanga Ebelè de Bonatanga, Bonatéki, Deïdo, Douala et de Sikè Mouanjo Moudourou Ebelè de Bonamoudourou, Deïdo, Douala. Il est marié à Christine Mouna Ntonè Ekwalla Eyoum Ebelè, princesse de la Chefferie supérieure de Deïdo, fille du prince Ntonè Ekwalla Eyoum Ebelè, petite-fille du prince Fritz Ekwalla Eyoum Ebelè, Chef supérieur de Deïdo de 1876 à 1877et arrière petite-fille de Deido Ier Eyum Ebele Charley DIDO, Roi de Bonebela de 1804 à 1876,. Deux enfants sont issus de cette union : Léopold Moumé Etia et Abel Moumé Etia.
Son père Abraham Etia Tanga Ebelè est un commerçant qui détenait plusieurs points de vente et sillonnait toutes les côtes du littoral, approvisionnant aussi bien la ville de Douala que les localités d'Ewodi, Pongo et Abô, en produits divers : huile de palme, cacao, café...
Il ravitaillait également les Occidentaux. Cette activité commerciale, devenue prospère, lui permet d’assurer le bien-être de sa famille.
Isaac Moumé Etia est inscrit à l’âge de 5 ans à l’école allemande officielle Mittelschule. Mais il s’ennuie dans cette prestigieuse école européenne qu’il abandonne et demande la permission à son père de rester à la maison, pour se consacrer à l'apprentissage du douala, sa langue maternelle.
En 1895, Isaac Moumé Etia est conduit par sa mère, chez son oncle maternel, Richard Dikoumè Dikonguè de Bonamoudourou qui dirige l’école du gouvernement, afin qu’il y soit admis comme interne. En 1897, le frère de sa maman, Elemè Mouanjo Moudourou Ebelè envoyé par la Mission protestante de Bâle comme moniteur-catéchiste, l’emmène avec lui dans un petit village appelé Yassa, près de Japoma, où il devait exercer ses fonctions. Là-bas, il apprend à lire et à écrire en douala. De retour un an plus tard, il est baptisé protestant à Bonatéki en 1898 et continue ses études à l’école communale de Deïdo,.
En 1900, ses parents l’inscrivent à nouveau à l'école officielle qui, à cette époque, se situe à Bonanjo dans le canton Bell, et est dirigée par l'instituteur Frantz Sengat Kouo.
Il avait notamment comme condisciples Ebonguè Akwa (prince héritier des Akwa), Fernand Etinguèlè Meetom, Ejanguè Disonguo, Koloto Nkebe, Toï Ngonton, Kouo Mbonè…,, Il termine ses études, le 31 mars 1905.

### Carrière administrative (1905 - 1939)

#### Au sein de l'Administration allemande
Après avoir obtenu le classement no 1 à sa sortie de l’école, la carrière administrative d’Isaac Moumé Etia débute avec son intégration au sein de l’Administration allemande, le 18 avril 1905, comme écrivain-interprète et responsable de la collecte des impôts au service des finances publiques,.
Pour son premier poste, il est affecté au Besirksamt (Bureau du district) à Douala. Une position qui présente bien des avantages, dans la mesure où il est l’un des interlocuteurs privilégiés de l'Administration allemande et l’interface avec la population,.
En 1908, il est appelé à offrir ses services au siège du gouvernement allemand à Buéa, jusqu'en 1911. À sa demande, il revient à Douala, en juillet 1911 et y travaille jusqu’en 1914.
En 1913, il épouse Christine Mouna Ntonè Ekwalla Eyoum Ebelè, princesse de la Chefferie supérieure de Deïdo, le 2 mars au temple protestant de Bonatéki et le 25 novembre à l’état civil, le mariage religieux étant à l'époque exigé pour la validité du mariage civil. Son premier enfant, Léopold Moumé Etia, est né le 22 décembre 1913.
En 1914, le gouvernement allemand propose son nom pour diriger un Besirksamt (Bureau de district). Malheureusement, la Première Guerre mondiale éclate.

#### Au sein de l'Administration britannique
Pendant la Première Guerre mondiale, le Cameroun est occupé par les Britanniques, les Français et les Belges. Le pays est ensuite confié à la France et au Royaume-Uni en 1922, sous le mandat de la Société des Nations.
Les Britanniques découpent administrativement leur territoire en deux régions, le Northern Cameroons et le Southern Cameroons, qui sont administrées sous le régime de l'indirect rule.
Les autorités autochtones administrent les populations locales selon leurs coutumes, sauf lorsque « celles-ci sont en contradiction avec les principes de la civilisation britannique » et les autorités britanniques, quant à elles, déterminent les grandes orientations et en laissent la mise en œuvre aux autorités locales.
Grâce à sa connaissance des éléments politiques, administratifs et sociaux de son pays, Isaac Moumé Etia est engagé par les Anglais au même titre qu’il l’avait été par les Allemands, mais avec plus de responsabilités. Le CPO (Chief Political Officer) à Douala était Sir Kenneth V. Elphinstone.
À la répartition du Cameroun entre les Français et les Anglais, l’administration britannique lui demande de passer au Cameroun britannique. Il décline cette proposition, préférant rester à Douala. Son travail fut salué et l’appréciation de sa contribution relatée dans diverses publications officielles, dont certaines copies sont archivées à la Cambridge University Press,.

#### Au sein de l'Administration française
Le Cameroun français recouvrait l'actuel territoire de la République du Cameroun, à l'exception des régions actuelles du Nord-Ouest et du Sud-Ouest, qui faisaient partie du Cameroun britannique.
Lorsque l’Administration française s’est mise en place, Isaac Moumé Etia est invité par M. Fousset Louis-Jacques-Eugène, gouverneur des colonies de l’Afrique-Équatoriale française et M. Victor Dimpault, inspecteur général des colonies, les premiers chefs de la circonscription de Douala, à les assister dans leurs fonctions,, qui consistait à administrer, non seulement Douala et ses environs, mais aussi les zones de Yabassi, Mbanga et une partie d’Édéa. Ainsi, de 1911 à 1918, il eut successivement comme chefs de service Messieurs Dimpault et Matthieu.
Isaac Moumé Etia avait une position intéressante au sein de l'Administration française et n'avait pas besoin de laisser-passer pour circuler dans les quartiers réservés aux colons. Il était l'un des rares noirs, avec le prince des Bell, à disposer d'un tel privilège.

#### Parcours professionnel
En 1918, en pleine guerre mondiale, il est le plus gradé des fonctionnaires indigènes, et est nommé chef de la subdivision de Yabassi, en remplacement de M. Mathieu, Administrateur des Colonies. Yabassi est une circonscription sensible et stratégique pour l'Administration française, parce que c’est l'une des villes où s'est déroulée une grande bataille de résistance contre l’Administration allemande. Isaac Moumé Etia dirige cette subdivision tout seul, sans l'assistance d'un colon, malgré l’hostilité de certains Occidentaux, qui ne voulaient pas être sous les ordres d’un Noir. Il devient ainsi le premier Africain dans l’Empire colonial français à avoir remplacé un Administrateur des Colonies.
Le 16 avril 1919, il est père d’un second fils, Abel Moumé Etia et reçoit ensuite plusieurs affectations professionnelles,.
Il est nommé en qualité d’écrivain-interprète de 2e classe à compter du 5 octobre 1919 et mis à disposition du chef de la circonscription de Yaoundé, par décision no 555 du 29 septembre 1919. Il part ensuite de Yaoundé à Douala, où il est mis à la disposition de l’Administrateur de la circonscription de Douala, par décision no 868 du 28 novembre 1920.
En 1920, il est versé dans le cadre local des écrivains-interprètes en qualité d’écrivain-interprète de 1re classe par arrêté no 134 du 31 décembre 1931 à compter du 1er juillet 1920.
Il est ensuite promu écrivain-interprète principal de 4e classe à compter du 1er juillet, par arrêté no 668 du 1er juillet 1923.
En 1930, il est mis à la disposition du Commissaire spécial de l’Immigration par décision no 2 du 12 janvier 1930 et est ensuite muté à Kribi, où il est mis à la disposition du chef de la circonscription de Kribi, par décision no 1707 du 16 juillet 1930.
En 1931, il est encore réaffecté à Douala par décision no 83 du 9 janvier 1931.
En 1932, il est mis à la disposition du chef de la circonscription de Dschang par décision no 435 en date du 19-7-3 et part de Dschang pour Bafoussam, le 11 mars 1932, par suite de décision régionale no 11 du 11 mars 1932.
Il revient encore à Dschang le 28 mars 1932 et est déplacé de Dschang à Bafang et à Foumban, par décision no 907 du 13 mai 1933.
Isaac Moumé Etia était ami avec Mathias Djoumessi, 7e monarque de la dynastie à la tête de la chefferie bamiléké de Foréké-Dschang, chez qui il envoyait souvent ses enfants en vacances.
À son arrivée à Foumban en 1933, il se lie également d'amitié avec le roi des Bamouns, le sultan Ibrahim Njoya, autre figure du patrimoine camerounais. La décision de destituer le roi Njoya est prise par l’Administration coloniale, juste au moment où il est muté à Foumban. Convaincu qu’il est victime d’une injustice, Isaac Moumé Etia refuse de rédiger le rapport d'accusation recueilli deux ans plutôt, le 3 août 1931, sur lequel l'administration voulait asseoir la déposition du sultan, à la suite d'une campagne de dénigrement des missionnaires à son encontre auprès de l'Administration française, prétendant, entre autres, que le roi des Bamouns arrachait les paupières des chrétiens, pour les empêcher de prier les yeux clos.
Il est mis à la retraite anticipée par arrêté no 1776 du 21 octobre 1935. Il part de Foumban à Bafang et de Bafang à Douala le 18 novembre, et arrive à Douala le 19 novembre 1935.
Il meurt le 22 octobre 1939 au moment où le Gouverneur Richard Brunot, nouveau Commissaire de la République du Cameroun et son chef de cabinet, M. Chaleur, voulaient le réintégrer malgré sa mise à la retraite par son prédécesseur, et lui offrir une place à rétribution fixe à Mbanga, en position de hors-cadre.

### L'engagement syndical et citoyen
Isaac Moumé Etia est solidaire de ses compatriotes et voulait contribuer à faire évoluer leurs droits. Il n'était pas pour l'action violente mais pensait, disait-il, qu'il fallait « se servir de la loi pour combattre l'injustice ».
En 1920, informé de ce qu'une loi venant d'être votée autorisait les Européens des colonies à exercer les droits syndicaux, il décide, avec Ndoumbé Moussinga et Bonny Eboumbou, d'obtenir des droits pour les fonctionnaires locaux, en créant une association des employés indigènes de l'administration, malgré les restrictions. Ils organisent des manifestations de solidarité avec des travailleurs et adressent au Commissaire de la République française du Cameroun une revendication collective d'augmentation des soldes. Cette association, pilotée par Isaac Moumé Etia entre 1920 et 1925, pose les jalons du syndicalisme au Cameroun.
L’Association s’est néanmoins heurtée à une grande hostilité des autorités coloniales et fut dissoute. Ce n'est que bien plus tard, le 1er mai 1932, que Maurice Soulier, un Français affecté au service des travaux publics du Cameroun et militant d'un syndicat de mineurs affilié à la Confédération générale du travail, crée, malgré l’hostilité de l’Administration, un syndicat, l'ASFAC (Association syndicale des fonctionnaires et agents du Cameroun). Cet engagement syndical d'Isaac Moumé Etia a été poursuivi des années plus tard, par son fils, Léopold Moumé Etia,.

### La religion et l'Église
Protestant de bonne heure et aimant la parole de Dieu, Isaac Moumé Etia lisait à haute voix en anglais, en français, en allemand, puis en douala et quelquefois en espagnol, 3 passages de la Bible tous les matins, avant d’aller au service. Sa croyance différait de la façon de voir de certains de ses compatriotes, car il avait un libre-arbitre assez poussé.
En 1930, après le succès remporté auprès du public par son dictionnaire et ses manuels d'apprentissage de langues, les missionnaires suisses de la Mission de Bâle, proposent à Isaac Moumé Etia de venir avec eux en Suisse, afin de les aider à traduire la bible en langue douala. L'Administration française oppose un refus catégorique aux Suisses, estimant que « l'écrivain-interprète principal Moumé Etia est un auxiliaire utile au sein de l'administration française ». Bien plus tard, ce sont les pasteurs Joseph Ekollo, Martin Itondo et Kuoh Issedou qui traduisirent finalement de manière progressive, la Bible en langue douala.

Dans les dernières années de sa vie, il fréquentait peu le temple car, disait-il, 

« Le Pasteur noir est plein de bonne volonté et de mérite, mais il lui manque une certaine compréhension des grands devoirs. Aller au temple pour écouter les historiettes ou des satires enfantines me fait penser qu’il est préférable de croire et d’essayer de comprendre Dieu par ses propres écrits. »

— Isaac Moumé Etia
Bien que protestant, il assistait aussi aux services religieux catholiques. C'est la raison pour laquelle, le jour de ses obsèques, un hommage œcuménique lui fut rendu à son village de Bonatéki.

À cette occasion, le pasteur Martin Itondo s’exclama devant l'assemblée : 

« Le défunt que voici m’a dit un jour : Révérend, je reviendrai souvent au Temple ; mais reformez la doctrine ! »

— Pasteur Martin Itondo

La sociologie et l'ethnographie l’intéressaient aussi, et il cherchait parfois à connaître la vraie valeur que les indigènes attribuent à certaines croyances, notamment la sorcellerie. De même que la question du dépeuplement du Wouri, son département, le préoccupait beaucoup et lui faisait souvent tolérer l’idée que l’Église envisage d'autoriser la polygamie dans cette région, alors même qu’il était catégoriquement contre la polygamie.

### Moumé Etia et ses compatriotes

#### Son mode de vie
Isaac Moumé Etia menait une vie simple. Son habillement et son logement étaient décents, mais sans luxe, ni recherche. Son style était un mélange de civilisation européenne allié avec les coutumes et le genre de vie de ses ancêtres. D'une nature calme, il avait ainsi gagné le respect et l’affection de ses compatriotes.
Sa proximité avec les Européens l’avait différencié de certains de ses compatriotes, en lui apprenant la valeur du temps : il voulait que tout aille très vite et n’aimait pas le bavardage ni les conversations oiseuses.
En dehors de la lecture, qui était son occupation favorite, il aimait s’adonner à des parties de chasse au gibier et à la pêche.
Son nom totémique est « Ekoko » en douala (« le roseau »). Il disait souvent à ce propos : « Quand le vent souffle, l’herbe se penche pour céder place à la force de ce phénomène. Aussi imiterai-je ce météore de la nature qu’est le roseau ».
Il trouvait que les hommes qui ont voyagé étaient les meilleurs amis, c'est pourquoi il fréquentait souvent les gens du Was’sa Munja en douala (en français, indigènes de la côte de l'Afrique de l'Ouest : Dahoméens, Ghanéens, Lagosiens, Sierra-Léonais). Cependant, son grand ami était Adolphe Njoh Monny, un de ses compatriotes de Bonatéki, avec qui il n'était jamais en désaccord. À sa mort le 8 août 1936, Isaac Moumé Etia, affolé, se précipita chez son ami, « comme s’il eut voulu arracher à la mort cette proie qui lui était si chère ».
Isaac Moumé Etia aimait le travail intellectuel. Après le travail de bureau, il consacrait beaucoup de temps à la lecture de livres philosophiques et théologiques. Il avait une fascination pour les philosophes des Lumières comme Voltaire, Rousseau et Diderot. Il aimait aussi Socrate, Platon et le Britannique Dickens. On perçoit d’ailleurs cette influence philosophique dans certains de ses écrits, notamment les fables. Il lisait également des livres de géographie ainsi que des ouvrages de sciences, de mathématiques ou d’histoire qu'il avait commandés en Europe. Lorsqu'il écrivait, s’il ne fermait pas la porte, il exigeait un silence absolu. Il ne prenait plus part à la conversation et son épouse disait alors : « il doit être maintenant en Amérique avec l’oncle Sam ». Il avait aussi plaisir à entendre et à recueillir tout ce qui avait trait aux traditions de ses ancêtres.

#### Le défenseur des droits et l'instituteur
Isaac Moumé Etia était très sollicité par ses compatriotes qui formaient parfois des files à son domicile. Des secours financiers et moraux, il en fournissait presque toujours à chaque sollicitation. C’est ainsi que, parfois, il comparaissait devant les tribunaux et les juridictions du pays en tant que défenseur des droits. Il déclara un jour à un jeune collaborateur occidental : 

« Pourquoi, ami, traitez-vous cet homme de sauvage ? Ceci ne le touche peut-être pas. Mais, si un de vos compatriotes vous outrageait ainsi publiquement, vous rougiriez de colère et d’humiliation. Sachez que qui feint l’ignorance n’est pas le plus sot. Quand il se soumet à ceux qui commandent, il imite le roseau qui se penche et se redresse après le passage de la brise... »

— Isaac Moumé Etia
Chaque soir après son travail, il dispensait un cours de français pour adultes à quelques-uns de ses compatriotes qui, grâce à cela, ont pour certains pu être instruits. C’est, entre autres, pour contribuer à leur instruction qu’il a écrit et publié de nombreux ouvrages en langue française. C'est aussi grâce à ce travail d'enseignement reconnu et unanimement salué et la publication de livres instructifs, qu'il a reçu les Palmes académiques françaises.
Tout au long de sa vie, Isaac Moumé Etia a fait preuve d'un remarquable sens du leadership. Il était ainsi le président d'une association de jeunes notables, appelée Dalè la Mwemba en douala (« la pierre angulaire de la Communauté »).

### La maladie et les obsèques
Isaac Moumé Etia avait une santé fragile et sa vie d’adulte est entrecoupée de fréquentes maladies.
Dès 1935, la maladie le ronge et il décède le 22 octobre 1939 à Douala, à l’âge de 50 ans, malgré les soins énergiques du docteur-lieutenant Vincent, à qui M. Bernier, l'Administrateur en chef des Colonies, délégué du Haut-Commissaire de la République, chef de la région du Wouri, avait dit : « Soignez-le avec ardeur, car c’est un bon auxiliaire de l’Administration ».
L'Administration française lui fit un grandiose adieu. Une circulaire de l’Administrateur en chef des Colonies, Bernier, contenait ceci :

« Délégation de Douala

CIRCULAIRE

L’Administrateur en Chef des Colonies,

Délégué du Haut-Commissaire de la République,

Chef de la région du Wouri,

A le regret de faire part au personnel indigène de tous les services, du décès de l’ex-Écrivain-Interprète Principal Moumé Etia Isaac, survenu ce jour en son domicile à Bonatéki Deïdo, Douala.

L’enterrement aura lieu ce jour à 16 heures précises dans le cimetière de Deïdo. - On donna quartier libre aux fonctionnaires indigènes pour assister aux obsèques.

Le Cameroun fut informé - »

— Douala, le 23 Octobre 1939 - Signé : Bernier
Il y avait des milliers de personnes à son enterrement : anonymes, fonctionnaires, notables, chefs supérieurs, dont Sa Majesté Lobè Bell, chef supérieur des Bell - Sa Majesté Bétote Akwa (délégation), chef supérieur des Akwa - Sa Majesté Mbappé (délégation), chef supérieur de Bonabéri - Sa Majesté Eboa Épée Daïdo, chef supérieur de Deïdo - M. Paraiso, chef supérieur des étrangers à Douala - Le prince Alexandre Bell (prince Bell).
Il y avait également des dignitaires européens : le pasteur Charles Boury, chef de la mission protestante à Douala et président de la Conférence des missionnaires de Douala, l'Administrateur en chef des Colonies De Villedeuil, dépêché par M. Bernier, l’Administrateur en chef Le Métayer, le commissaire de police Dunois, M. Brunet, contrôleur des douanes (condoléances personnelles), M. et Mme Fischer.
À cette occasion, son fils Léopold Moumé Etia prononça une oraison funèbre qui marqua les esprits, :

« Je me vois contraint à un travail, un travail auquel je n’avais jamais pensé. Moi, fils d’un homme qui se sacrifia moralement et physiquement pour me permettre d’être un fils digne de ses pensées, suis obligé de prendre la parole devant sa dépouille mortelle !

J’ai quitté le territoire à l’aube de la vie. J’étais conscient de mon être et non des embûches de la vie, ni de ses épreuves.

Aussi, je n’ai connu mon père qu’à travers ses lettres qui me parvenaient après avoir franchi l’océan Atlantique. Je n’ai donc, dans la bonne terre de France, connu mon père que comme le professeur de littérature qui nous faisait connaître, mon frère Abel et moi, un Molière, un Corneille, un Racine.

Mon père fut un de ces membres de l’élite pas seulement du Cameroun, mais de la race noire qui, par un travail énergique et assidu, a voulu démontrer au monde civilisé que nous aussi, surtout nous Noirs du Cameroun, étions capable d’une évolution.

Pendant les longues années qu’il servit l’administration française, il assuma sa besogne avec amour et conscience. Il a voulu que l’administration comprenne la mentalité de ses semblables.

C’est pourquoi il s’est fait fabuliste des Camerounais. C’est pourquoi aussi il a écrit maints ouvrages afin que la langue et les mœurs de son pays soient révélées à nos prospecteurs français.
 
Je suis ému de voir que l’administration française n’a pas oublié un de ses humbles serviteurs qui aujourd’hui nous quitte pour son dernier sommeil.

J’ouvre une parenthèse en faveur de M. Bernier, Délégué du H.C.R.F. qui, à Dschang et maintenant, lui accorde encore un hommage que le noir n’est pas près d’oublier.

Je termine en me consolant avec le célèbre poète français De Vigny "Fais énergiquement ta longue et lourde tâche dans la voie où le sort a voulu t’appeler, puis, après, comme moi, souffre et meurs sans parler.

Les mots me manquent pour remercier ses collègues et compatriotes, ses chefs directs européens et la population autochtone.

Je remercie devant toute la population, M. De Villedeuil, Administrateur en Chef que M. Le Délégué dépêcha pour saluer mon père Moumé Etia dans sa dernière demeure. »

— Douala, le 23 octobre 1939 - Léopold Moumé Etia

## Parcours littéraire (1920 - 1939)
Isaac Moumé Etia est surtout connu comme étant un poète, mais son œuvre est diverse et variée. Écrivain prolifique, il a écrit des poésies, fables, contes et proverbes, des ouvrages et essais d'ethnographie, un dictionnaire et des manuels didactiques de langues française et anglaise, des livres historiques et de médecine traditionnelle. Il a aussi traité d'une théorie de la traduction.
Du fait de son expérience acquise au sein des administrations allemande et anglaise, enrichie par de nombreuses observations de terrain, Isaac Moumé Etia pensait que, pour favoriser une bonne cohabitation entre les populations locales et l’Administration française, il fallait que cette dernière puisse bien connaître et comprendre les coutumes des populations.

### L'ethnographie
La volonté de révéler aux Français et autres Occidentaux les mœurs locales l'incite à écrire pour la première fois en 1920, Quelques renseignements sur la coutume locale chez les Doualas,.
La faveur obtenue auprès du public par cet ouvrage imprimé l’incite à compléter la série de ses observations par 4 tomes supplémentaires qu'il publie en 1927 et 1928,,. Ces publications permettent, de manière inédite, de se faire une idée assez exacte des us et coutumes et de la mentalité des anciens Doualas. Dans la préface du tome 4, il fait observer que les Doualas ont beaucoup évolué et sont notablement différents de leurs ancêtres, tels que sa publication de 1920 les décrit.

### L'enseignement des langues
Comme les intellectuels européens de la Renaissance qu'il avait lus, il croyait à la promotion de la culture à travers la langue nationale. C’est ainsi qu'en 1927, il publie un premier tome de 22 pages de La langue de Douala (Cameroun) par vous-même : grammaire, exercices, conversations. En 1929, un second tome de 198 pages est édité à l'imprimerie générale G. de Bussac à Clermont-Ferrand en France,,,.

À ce propos, le 5 octobre 1926, le chef de la circonscription de Douala transmettait le manuscrit de l’ouvrage d’Isaac Moumé Etia, La langue Douala (Cameroun) par vous-même : grammaire, exercices, conversations en ces termes : 

« À Monsieur le Commissaire de la République Française à Yaoundé.

J’ai l’honneur de vous envoyer ci-joint, un travail fort intéressant dû à l’écrivain- Interprète Principal Moumé Etia, en service à la subdivision de Douala. Il s’agit d’un recueil de mots français - douala à l’usage non seulement des indigènes qui cherchent à comprendre notre langue, mais encore des fonctionnaires dont il facilitera certainement les débuts en dialecte douala. C’est je crois, la première tentative de ce genre menée à bonne fin par un de nos collaborateurs indigènes sans le concours de personne. »

— M. le Chef de la Circonscription de Douala

Le Commissaire p.i. de la République Française, par lettre 875 c du 25-10-26 répond : 

« A Monsieur le Chef de la Circonscription de Douala.

Par lettre no 812 en date du 5 octobre, vous avez bien voulu me transmettre le manuscrit d’un livret français-douala rédigé par Moumé Etia, interprète principal dans vos bureaux. Vous voudrez bien féliciter ce fonctionnaire indigène pour le travail qu’il s’est volontairement imposé afin de faciliter à ses compatriotes la compréhension de notre langue. Vous lui ferez part également, de toute ma satisfaction pour les services que son ouvrage pourra rendre aux fonctionnaires et aux colons désirant acquérir des notions de Douala. »

— Le Commissaire p.i. de la République Française
En 1928, il publie Dictionnaire du langage franco-douala contenant tous les mots usuels,, un ouvrage de 198 pages qui de l’avis de tous, rendait un véritable service, non seulement à ses compatriotes pour l’apprentissage de la langue française, mais aussi aux Français et à tous les autres étrangers (administrateurs, missionnaires, médecins, militaires, explorateurs…) qui sont appelés à remplir diverses fonctions et missions au Cameroun, principalement ceux qui sont en relation directe avec les populations locales. Grâce à l’ouvrage d’Isaac Moumé Etia, certains européens ont affirmé qu’ils ont appris le douala et pouvaient désormais se passer d’interprètes dans leurs relations avec les populations autochtones.
En 1930 paraît Grammaire abrégée de la langue Douala (Cameroun,) aux éditions Je sers à Clamart en France. Dans cet ouvrage, il expose avec clarté le mécanisme de la langue douala, si différent de celui des langues européennes, afin de permettre de s’exprimer correctement aussi bien dans l’emploi des termes que dans la construction des phrases,.
Toujours en 1930, il publie en anglais Conversation grammar English and Duala, à l'imprimerie des Orphelins d'Auteuil à Paris. Cette publication fut appréciée en ce sens qu’il cherchait à faire connaître aux Africains toutes les langues européennes qu’il parlait couramment,.

### La sensibilisation et l'éveil des consciences
Isaac Moumé Etia se servait de la poésie, des contes et des fables pour instruire ses compatriotes, éveiller les consciences et faire passer des messages,.
Il livre à l'impression, en 1930, à Bergerac, Les fables de Douala... en deux langues : français-douala,,,. Cette publication, qui porte par ailleurs la photographie de l'auteur, « condense la sagesse populaire en un certain nombre de contes expressifs et presque toujours faciles à retenir », selon ses propres mots. Il y analyse des textes religieux traditionnels, des nouvelles et des récits fantastiques.

Dans la préface de cette œuvre, Isaac Moumé Etia écrit : 

« Un observateur superficiel pourrait croire que les fables sont en nombre restreint dans l'Afrique noire. Il n'en est rien. Naturellement, tous les contes changent suivant le degré d'évolution des peuples : souvent leur forme est naïve, mais elle est pleine de charme. Dans le fond, on trouve des ressemblances frappantes avec les fables d'Europe. Les animaux également changent. C'est ainsi que la tortue (wudu en Douala) joue le rôle de Maître Renard. Tandis qu'en Europe et dans beaucoup d'autres contes, il s'est trouvé depuis longtemps des écrivains de talent, pour fixer une fois pour toutes ces contes et fables, en Afrique noire, le travail reste presque partout à faire. Je n'ai certes pas la prétention de raconter les fables de façon définitive et tel qu'un autre écrivain plus doué ne puisse faire mieux que moi, mais je pense intéresser le lecteur en lui dévoilant ces délicieuses fables connues des seuls Doualas. »

— Isaac Moumé Etia
De 1930 à 1939, espérant que ce type d’ouvrage aurait un grand succès auprès de ses compatriotes, il entreprend une traduction du français en langue douala des contes des Mille et Une Nuits, ouvrage bien connu des amateurs de récits merveilleux. Celle-ci parut peu de temps avant sa mort sous le titre Ikol’a bulu iwo na bulu bô,,.

Avant cela, en 1935, il fit paraître Les mœurs et les coutumes chez les Grassfields. Ce livre avait tout particulièrement attiré l’attention de Jules Repiquet, gouverneur du Cameroun de 1934 à 1936. Par lettre du 2 septembre 1935, accusant réception au chef de la région du Noun à Dschang, de la transmission no 1154 FR du 22 août 1935 du travail fait par l’écrivain-interprète principal Moumé Etia, il s’exprimait comme suit : 

« J’ai lu avec un vif intérêt, ce travail dont je vous serais obligé de féliciter l’auteur en mon nom, et que j’ai jugé digne d’être communiqué à la Société d’Études Camerounaises. »

— Jules Repiquet

### Œuvre posthume
La maladie ronge Isaac Moumé Etia et ralentit considérablement sa production littéraire. Il meurt le 22 octobre 1939 et parmi les ouvrages en préparation, trouvés dans ses archives, on peut citer Un petit recueil de proverbes Douala, L’interprète en pays Douala, La médecine indigène, Le Cameroun avant, pendant et après la guerre de 1914, La langue boulou, Manuel de conversation de la langue Grassfield (Bonabanka,,).

## Liste des œuvres

### Ouvrages et essais d'ethnographie
- 1920: Isaac Moumé Etia, Quelques renseignements sur la coutume locale chez les Doualas, Douala - Cameroun, S.n.- La Gazette du Cameroun, 1920 (lire en ligne).
- 1927: Isaac Moumé Etia, Quelques renseignements sur la coutume locale chez les Doualas, vol. 1, Douala - Cameroun, S.n.- Format papier, 1927 (lire en ligne).
- 1928: Isaac Moumé Etia, Quelques renseignements sur la coutume locale chez les Doualas, vol. 2, Brest - France, Imprimerie Union républicaine du Finistère, 1928 (lire en ligne).
- 1928: Isaac Moumé Etia, Quelques renseignements sur la coutume locale chez les Doualas, vol. 3, Lodève - France, Imprimerie Julian, 1928 (lire en ligne).
- 1928: Isaac Moumé Etia, Quelques renseignements sur la coutume locale chez les Doualas, vol. 4, Brest - France, Imprimerie Union républicaine du Finistère, 1928 (lire en ligne).
- 1935: Isaac Moumé Etia, Les mœurs et les coutumes chez Grassfields, Paris - France, Orphelins d'Auteuil, 1935 (lire en ligne)

### Dictionnaire et manuels d'apprentissage des langues
- 1927: Isaac Moumé Etia, La langue de Douala (Cameroun) par vous-même : grammaire, exercices, conversations, vol. 1, Lomé (Togo), Imprimerie de l'école professionnelle, 1927 (lire en ligne).
- 1928: Isaac Moumé Etia, Dictionnaire du langage franco-douala contenant tous les mots usuels, vol. 1, Clermont - Ferrand (France), Imprimerie générale G. de Bussac, 1928 (lire en ligne).
- 1929: Isaac Moumé Etia, La langue de Douala (Cameroun) par vous-même : grammaire, exercices, conversations, vol. 2, Clermont - Ferrand (France), Imprimerie générale G. de Bussac, 1929 (lire en ligne).
- 1930: Isaac Moumé Etia, Grammaire abrégée de la langue Douala (Cameroun), Clamart - France, Imprimerie générale Je Sers, 1930 (lire en ligne)
- 1930: (en) Isaac Moumé Etia, Conversation grammar english and Duala, vol. 1, Paris - France, Imprimerie des Orphelins d'Auteuil, 1930 (lire en ligne).

### Poésie, fables et contes
- 1930: Isaac Moumé Etia, Les Fables de Douala… en deux langues : Français et Douala, Bergerac (France), Imprimerie générale, 1930 (lire en ligne).
- 1930 - 1939: Isaac Moumé Etia, Ikol’a bulu iwo na bulu bô : (Les Mille et une nuits: adaptation en Douala), Paris (France), Imprimerie des Orphelins d'Auteuil, 1930-1939 (lire en ligne).

### Manuscrits non publiés
- Isaac Moumé Etia, Un petit recueil de proverbes Douala[59]
- Isaac Moumé Etia, L’interprète en pays Douala[59]
- Isaac Moumé Etia, La médecine indigène[59]
- Isaac Moumé Etia, Le Cameroun avant, pendant et après la guerre de 1914[59]
- Isaac Moumé Etia, La langue Boulou[59]
- Isaac Moumé Etia, Manuel de conversation de la langue Grassfield - Bonabanka[59]

### Critiques littéraires
Plusieurs critiques ont été publiées sur l'œuvre littéraire d'Isaac Moumé Etia. Certaines sont parues dès 1929, au Journal des ambassadeurs de France, La Gazette du Cameroun, Le journal des fonctionnaires, ainsi que dans plusieurs autres revues de l'époque coloniale.
En 1930, lorsque paraissent Les Fables de Douala… en deux langues : français et douala, le comité de rédaction du journal Le Bulletin mensuel colonial, artistique et littéraire fait la critique suivante :

« …un très curieux travail: des fables écrites en deux langues, français et douala, forment un véritable monument folklorique. Le lecteur peut se faire une idée de leur valeur et de la saveur de l’œuvre. Nous en extrayons pour notre plaisir, une fable: L’antilope et ses deux gendresque nous vous présentons ici". »

— Le Bulletin mensuel colonial, artistique et littéraire
En 1965, l'écrivain nigérian Chinua Achebe disait, lors de la publication d’un de ses essais The Novelist as Teacher (Le romancier comme enseignant) : « les écrits d'Isaac Moumé Etia vont au-delà des comparaisons entre le folklore et la littérature africains et européens. Il se voyait comme un artiste dont le rôle était celui d'un éducateur ». Cela explique sans doute pourquoi, dans ses Fables en deux langues, Moumé Etia a estimé qu’il pouvait adresser le message suivant à ses concitoyens de Douala : « Va vers la fourmi, paresseux : considère ses voies et deviens sage. Elle n'a ni chef, ni inspecteur, ni maître : elle prépare en été sa nourriture. Elle amasse pendant la moisson de quoi manger ». Pour souligner son propos, il poursuit plus loin : « Les renards quand ils ne peuvent pas atteindre les raisins disent qu'ils ne sont pas mûrs... »
En 1995, avec une actualisation en 2014, les universitaires et linguistes canadiens Jean Delisle et Judith Woodsworth, dans leur manuel de 400 pages intitulé Les traducteurs dans l'histoire paru aux Presses universitaires de l'Université d'Ottawa, affirment, après une analyse de son ouvrage Les Fables de Douala... en deux langues : français et douala que « [...] Isaac Moumé Etia a grandement contribué à l'essor de la littérature Douala... Par son travail de traduction, Moumé Etia a beaucoup fait pour façonner la littérature Douala et, en particulier, le genre de la nouvelle. Outre ses compositions originales, Moumé Etia a produit des ouvrages de référence destinés à faciliter la tâche des écrivains. Ces publications sont encore utiles de nos jours, car elles contiennent des proverbes et des expressions idiomatiques Douala, que les interférences linguistiques auraient sûrement fait disparaitre ».
En 2000, Patrice Kayo, dans Anthologie de la poésie camerounaise de langue française, parlant du recueil de Fables en français et en douala, publié en 1930 par Isaac Moumé Etia, écrit : « Les fables de Moumé Etia charrient, dans un style dépouillé, alerte et dense, la sagesse pratique de l’expérience quotidienne de l’homme peinant sur le rude calvaire de la vie. Elles sont le reflet d’une société où l’homme vit en communion totale avec les animaux et les éléments de la nature. De là, cette poésie qui s’en dégage, cette humilité de l’homme qui se veut un élément de la nature et non son roi, et cette générosité à laquelle l’homme moderne aspire encore comme à un rêve. L’œuvre de Moumé Etia n’avait d’occidental que le véhicule, c’est-à-dire la langue. Elle plongeait profondément ses racines dans le terroir bantou ».

## Distinctions honorifiques
Le 21 octobre 1929, Genève lui décerne le brevet de chevalier de l’Ordre universel du Mérite humain faisant savoir que : 

« M. Isaac Moumé Etia, Écrivain-Interprète principal à Douala (Cameroun) est nommé à la qualité de :

Chevalier de l’Ordre du Mérite Humain, en reconnaissance des services rendus à la collectivité humaine et pour les motifs particuliers énoncés dans les présents. Écrivain de race noire, M. Moumé Etia a publié une remarquable étude linguistique relative aux dialectes de son pays. Il collabore noblement à l’œuvre civilisatrice de la France en Afrique et travaille au développement intellectuel et moral de ses frères de race. Ce faisant, il a mérité de la grande famille humaine.

Au nom du Conseil de l'Ordre:

Le Chevalier

signé : Lecuba

Un Administrateur »

— signé: Ch. Le Stervenson
Le 9 février 1936, il reçoit le grade d'Officier d’académie (Ordre des Palmes académiques), pour les services rendus aux lettres et à l’enseignement. Il est le premier Camerounais à recevoir cette distinction,,,.
Le 7 janvier 1939, Isaac Moumé Etia est nommé chevalier de l'Ordre de l'Étoile noire, (devenu l'Ordre national du Mérite en 1963,,).

## Hommages
Lors de l'aménagement du territoire et la mise en place de la structure administrative du Haut-Nkam, le nom d'Isaac Moumé Etia a été donné à une route, un pont, un affluent ; une localité de ce département de l'Ouest du Cameroun en est aussi dérivée.
Ainsi, une des principales routes traversant la ville de Bamengwi, près de Kekem, a été baptisée Bamengwi - Moumé en son honneur, de même que le pont de la Moumé.
La Moumée est aussi le nom de l'un des affluents du Ngoum, principal cours d'eau du Haut-Nkam. Une localité près de Kekem s'appelle également La Moumée comprenant plusieurs quartiers dénommés : Moumée - marché, Moumée - Mission protestante, Moumée - Djamoni, Moumée - Mission catholique, Moumée -Ngassa.